# Злогоње (филм)
Злогоње је српски играни филм за децу из 2018. године, заснован на мотивима књиге О дугмету и срећи српске списатељице за децу и младе Јасминке Петровић.
Ово је дебитантски филм редитеља Рашка Миљковића. Премијерно је приказан 10. марта 2018. године у оквиру званичног програма 20. фестивала TIFF Kids, одржаног од 9. до 18. марта у Торонту (Канада).
Српску премијеру филм је имао у оквиру првог фестивала „Дунав филм Фест - Смедерево 2018„. После свечане премијере у Комбанк арени. Филм је почео да се приказује у српским биоскопима септембра 2018. године.

## Радња филма
Злогоње је прича о десетогодишњем Јовану који је рођен са парцијалном церебралном парализом. Стидљив, самосвестан и без много пријатеља, он у својој машти често бежи у свет где је суперхерој који се бори против криминала и који није ограничен сопственим телом. Јованов свет се изненада мења када у његово одељење стиже нова ученица Милица. Она верује да је њена маћеха вештица која је зачарала њеног оца и увлачи Јована у авантуру како би јој помогао да ослободи оца чаролије.
Филм је забавна авантура која прича причу о снази дечје воље и лепоти маштања, који помажу да се преброде проблеми стварног света.

## Улоге
| Глумац            | Улога          |
| ----------------- | -------------- |
| Михајло Милавић   | Јован          |
| Силма Махмути     | Милица         |
| Јелена Ђокић      | Исидора        |
| Бојан Жировић     | Филип          |
| Милутин Милошевић | Мирко          |
| Дубравка Ковјанић | Тања           |
| Олга Одановић     | Бака           |
| Јелена Јованова   | Светлана       |
| Стела Ћетковић    | Докторка Дуњић |
| Милена Предић     | Учитељица      |
| Матеја Поповић    | Ђорђе          |

## Награде
Филм Злогоње премијерно је приказан у оквиру званичног програма 20. фестивала TIFF Kids, одржаног од 9. до 18. марта у Торонту. Филм се нашао у званичном такмичарском програму овог фестивала који је саставни део једног од најзначајнијих филмских фестивала на свету – смотре Toronto International Film Festival и освојио је награду Жирија младих (TIFF Young People's Jury Awards). У образложењу жирија стоји да овај филм представља велико искуство из ког сви могу много да науче: „Ово остварење на бајковит начин приказује рађање пријатељства и како се у модерном друштву чувају праве породичне вредности и наизглед непремостиви проблеми постају решиви уз људе које волиш”.